# Xanthophyllum burkillii
Xanthophyllum burkillii är en jungfrulinsväxtart som beskrevs av James Ramsay Drummond och Dunn. Xanthophyllum burkillii ingår i släktet Xanthophyllum och familjen jungfrulinsväxter. Inga underarter finns listade i Catalogue of Life.